# Nordre Lands kommun
Nordre Lands kommun (norska: Nordre Land kommune) är en kommun i landskapet Land i Innlandet fylke i sydöstra Norge. Kommunens centralort är tätorten Dokka.  

## Administrativ historik
Nordre Lands kommun grundades 1847 då Lands kommun delades i Nordre Lands kommun respektive Søndre Lands kommun. 1868 överfördes ett område med 340 invånare från Søndre Lands kommun till Nordre Lands kommun. 1914 delades kommunen, varvid Torpa kommun bildades. 1962 slogs Nordre Lands, Torpa och en mindre del av Flubergs kommun samman.

## Tätorter
I Nordre Lands kommun finns en tätort:
- Dokka (centralort)

## Socknar
Inom Norska kyrkan är Nordre Lands kommun indelad i fyra socknar:
- Lunde socken
- Nordsinni socken
- Torpa socken
- Østsinni socken

Socknarna ingår i Hadeland og Lands prosteri i Hamars stift.

## Bilder

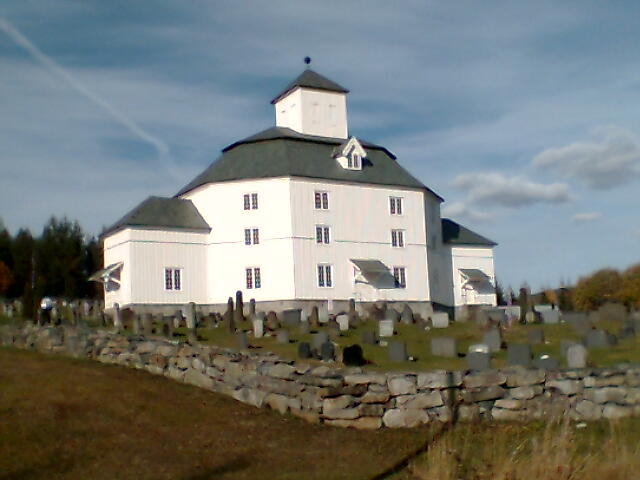
Åmots kyrka.
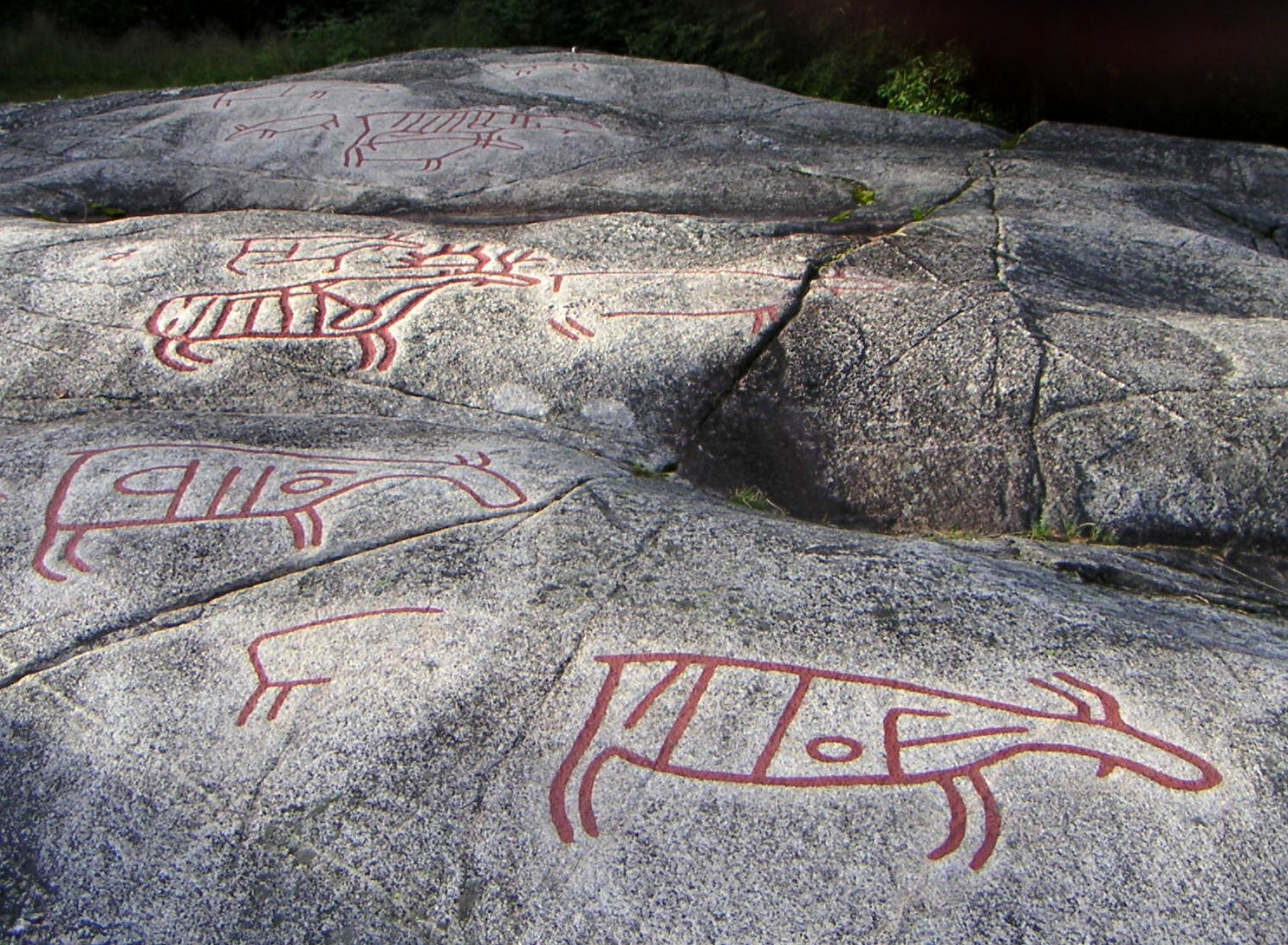
Hällristningarna vid Møllerstufossen.